# 戸神台
戸神台（とかみだい）は、千葉県印西市の町丁。現行行政地名は戸神台一丁目および戸神台二丁目。郵便番号270-1349。

## 地理
北は中央南、北東は原山、東は内野、南は戸神、西は武西学園台に隣接している。

## 世帯数と人口
2017年（平成29年）10月31日現在の世帯数と人口は以下の通りである。
| 丁目         | 世帯数    | 人口    |
| ------------ | --------- | ------- |
| 戸神台一丁目 | 1,115世帯 | 3,109人 |
| 戸神台二丁目 | 870世帯   | 2,574人 |
| 計           | 1,985世帯 | 5,683人 |

## 小・中学校の学区
市立小・中学校に通う場合、学区は以下の通りとなる。
| 丁目         | 番地 | 小学校               | 中学校             |
| ------------ | ---- | -------------------- | ------------------ |
| 戸神台一丁目 | 全域 | 印西市立内野小学校   | 印西市立原山中学校 |
| 戸神台二丁目 | 全域 | 印西市立小倉台小学校 | 印西市立木刈中学校 |

## 施設

### 一丁目
- 戸神台東街区公園

### 二丁目
- 戸神台西街区公園

## 交通

### 鉄道
地内に鉄道は通っていない。中央南にある北総鉄道北総線の千葉ニュータウン中央駅が利用できる。

### 路線バス
- ちばレインボーバス
  - 神崎線（津田沼駅 - 千葉ニュータウン中央駅 - 木下駅）[5][6]
    - （北総花の丘公園） - タウンセンター南 - （千葉ニュータウン中央駅） - タウンセンター南 - （北総花の丘公園）

  - 西の原線（千葉ニュータウン中央駅 - 印西牧の原駅）[5][7]
  - 高花線（千葉ニュータウン中央駅 - 高花）[5][8]
    - （千葉ニュータウン中央駅） - タウンセンター南 - （北総花の丘公園）